# الزن (پادربورن)
الزن (به آلمانی: Elsen) یک منطقهٔ مسکونی در آلمان است که در پادربورن واقع شده‌است. الزن ۱۵٬۸۹۴ نفر جمعیت دارد.